# Morten Spangberg
Morten eller Martin Pedersen Spang(s)berg (russisk: Мартын Петрович Шпанберг) (31. december 1696 i Strandby, Jerne Sogn – 26. september 1761 i Kronstadt ved Sankt Petersborg) var en dansk opdagelsesrejsende.
Han blev 1720 løjtnant i den russiske flåde og var 1725–28 næstkommanderende under Vitus Bering på hans første opdagelsesrejse fra Kamtjatka. I 1732 blev han kaptajn og drog det følgende år til Sibirien for at deltage i Berings nye rejser. Han blev i 1738 sendt med tre skibe for at undersøge de indtil da i Rusland og Europa stort set ukendte kuriliske øer. Han foretog nye rejser i 1739 og opnåede i løbet af sommeren at besøge flere af de japanske øer, herunder Nippon og Yezo, men havde ikke mulighed for at foretage nogen dyberegående undersøgelser. I 1742 gjorde han en tredje rejse til Japan, men denne mislykkedes helt. Som følge af at han derefter blev genstand for grove beskyldninger, herunder om underslæb, og blev dårligt behandlet af de russiske myndigheder, forlod han i 1745 efter egen beslutning Sibirien og rejste til Sankt Petersborg. Dette blev til straffet for og dømt til døden, men benådet med degradering af kort varighed. Han døde som kaptajn af 1. klasse.
Spangberg blev i lang tid ikke anerkendt for at have fortjenesten af at have opdaget Kurilerne og Japan fra nord.